# Mykola Slawow
Mykola Antonowytsch Slawow (* 1. September 1926 in Terniwka, Oblast Mykolajiw, Ukrainische SSR; † 23. März 2006) war ein ukrainischer Ökonom, Diplomat und Politiker.

## Leben
In seiner Jugend war Mykola Slawow begeisterter Boxer und wurde in dieser Sportart ukrainischer Meister und Sieger der Teammeisterschaften der UdSSR. Während seiner späten Lebensjahre war er zudem Ehrenpräsident der ukrainischen Profiboxliga.
Mykola Slawow studierte zwischen 1943 und 1948 an der Marine-Universität in Odessa Betriebsingenieur für Wasser-Transport. 1972 wurde er Doktor der Wirtschaftswissenschaften.
Zwischen August 1956 und Juli 1967 war Slawow Leiter des Flusshafens von Saporischschja, von Juli 1967 bis Februar 1968 stellvertr. Transportleiter der „Haupt-Flussflotte der USSR“ und im Anschluss von Februar 1968 und November 1973 Leiter des Kiewer Flusshafens.
Von November 1973 bis Juli 1988 leitete er die Fluss-Fangflotte der Ukraine. Zwischen Juli 1988 und März 1990 war er der erste stellvertretende Transportminister der USSR.
Von März 1990 an war er bei der privatisierten Reederei Ukrrichflot AG (Акціонерна судноплавна компанія Укррічфлот), seit November 1993 als deren Präsident und 2004 als deren Ehrenpräsident tätig. Von 1991 bis 1995 war er der ukrainische Vertreter der Donaukommission, seit 1994 war er zudem Präsident des internationalen Verbandes der Schwarzmeerreeder.
Zwischen 1957 und 1967 war er Mitglied des Stadtrats von Saporischschja, von 1969 bis 1971 Mitglied des Bezirksrats vom Podil in Kiew und von 1971 bis 1976 Mitglied im Kiewer Stadtrat.
Mykola Slawow war vom 10. Dezember 1995 bis zum 12. Mai 1998 Abgeordneter der Werchowna Rada, des ukrainischen Parlaments.

## Ehrungen
Mykola Slawow erhielt zahlreiche Orden und Ehrungen. Darunter:
- 1966 Leninorden[3]
- 1971, 1986 Rotbannerorden der Arbeit[3]
- 1976 Orden der Oktoberrevolution[3]
- 1982 Orden der Völkerfreundschaft[3]
- 1999 Ukrainischer Verdienstorden 2. Klasse[3]
- 2001 Ukrainischer Verdienstorden 1. Klasse[3]
- 2003 Ehrenbürger der Stadt Kiew[5]
- Der am 8. August 1978 von N. S. Tschernych am Krim-Observatorium in Nautschnyj entdeckte Asteroid des Hauptgürtels (6575) Slavov wurde nach ihm benannt.[6][7]